# Ветрен (Бургас)
Ветрен (болг. Ветрен) — квартал города Бургас (Болгария) с февраля 2009 года. Бывшее село в Бургасской области, входило в общину Бургас. Население составляет 2213 человек.
Ветрен находится в 14,5 км от центра Бургаса.
Ветрен является началом автомагистрали A1 Фракия, соединяющей Бургас с Пловдивом и Софией. По проекту, с северной стороны к Ветрену подойдёт автомагистраль А5 Черно Море, соединяющей Бургас с Варной.